# 사이푸딘 아지지
사이푸딘 아지지(위구르어: سەيپىدىن ئەزىزى, 중국어: 赛福鼎·艾则孜, 1915년 3월 12일 ~ 2003년 11월 24일)는 중화인민공화국 신장 위구르 자치구의 초대 위원장이다.

## 생애
아지지는 타청시에서 아투스시 출신의 영향력 있는 위구르족 무역가 집안에서 태어났다. 그는 신장에서 학교를 다닌 후 소련으로 건너가 소련 공산당(CPSU)에 가입하고 타슈켄트에 있는 중앙아시아 정치연구소에서 공부했다. 그는 소련의 공작원으로 신장 북서부에서 소련이 지원하는 중화민국 정부에 대한 일리의 반란을 선동했다. 1945년부터 1948년까지 동튀르키스탄 제2공화국의 교육부 장관과 장즈중 일리 반란-국민당 연합 정부의 교육청장을 역임했다.
1993년부터 1998년까지 CPPCC 국가 위원회의 부위원장을 지냈다. 2003년 그는 88세의 나이로 병으로 죽었다.